# Briza rufa
Briza rufa är en gräsart som först beskrevs av Jan Svatopluk Presl, och fick sitt nu gällande namn av Ernst Gottlieb von Steudel. Briza rufa ingår i släktet darrgrässläktet, och familjen gräs.
Artens utbredningsområde är Peru. Inga underarter finns listade i Catalogue of Life.